# Quintus Postumius Lepidinus
Quintus Postumius Lepidinus war ein im 3. Jahrhundert n. Chr. lebender Angehöriger des römischen Ritterstandes (Eques).
Durch eine Inschrift, die auf 201/250 datiert wird, ist belegt, dass Lepidinus Präfekt einer Reitereinheit (praefectus equitum) war; bei der Einheit dürfte es sich um die Ala I Thracum Veterana gehandelt haben, die zu diesem Zeitpunkt in der Provinz Pannonia inferior stationiert war.